# Liste der Kulturdenkmäler in Neckarsteinach
In der Liste der Kulturdenkmäler in Neckarsteinach sind Kulturdenkmale der Stadt Neckarsteinach und ihrer Stadtteile im hessischen Landkreis Bergstraße aufgeführt. Grundlage der Liste ist die Veröffentlichung des Landesamtes für Denkmalpflege in Hessen.
Das Vorhandensein oder Fehlen eines Objekts in dieser Liste ist keine rechtsverbindliche Auskunft darüber, ob es Kulturdenkmal ist oder nicht: Diese Liste entspricht möglicherweise nicht dem aktuellen Stand der offiziellen Denkmaltopographie. Diese ist für Hessen in den entsprechenden Bänden der Denkmaltopographie Bundesrepublik Deutschland und im Internet unter DenkXweb – Kulturdenkmäler in Hessen einsehbar. Auch diese Quellen sind, obwohl sie durch das Landesamt für Denkmalpflege Hessen aktualisiert werden, nicht immer aktuell, da es im Denkmalbestand immer wieder Änderungen gibt.
Eine verbindliche Auskunft erteilt allein das Landesamt für Denkmalpflege Hessen.
Nutze diese Kartenansicht, um Koordinaten in der Liste zu setzen. In dieser Kartenansicht sind Kulturdenkmale ohne Koordinaten mit einem roten bzw. orangen Marker dargestellt und können in der Karte gesetzt werden. Kulturdenkmale ohne Bild sind mit einem blauen bzw. roten Marker gekennzeichnet, Kulturdenkmale mit Bild mit einem grünen bzw. orangen Marker.

## Kulturdenkmäler der Stadt Neckarsteinach
| Bild           | Bezeichnung  | Lage                  | Beschreibung | Bauzeit | Objekt-Nr. |
| -------------- | ------------ | --------------------- | --- | ------- | ---------- |
| weitere Bilder | Burgruine    | Neckarsteinach Lage   | | um 1100 |            |
| weitere Bilder | Burg         | Neckarsteinach Lage   | | um 1165 |            |
| weitere Bilder | Burgruine    | Neckarsteinach Lage   | | 1230    |            |
| weitere Bilder | Burg         | Lage                  | | um 1200 |            |
| weitere Bilder | Kirche       | Kirchenstraße 13 Lage | Saalkirche im neobarocken Baustil | 1908    |            |
| Fährhäuschen   | Fährhäuschen | Neckarstraße Lage     | Bis zur Kanalisierung des Neckars und dem Bau von Brücken hatten die Fährmänner eine große Bedeutung. Da sie immer vor Ort sein mussten, wurde das Fährhäuschen gebaut. | 1904    |            |

## Belege
1. ↑  denkxweb.denkmalpflege-hessen.de (im Aufbau)
2. ↑  denkmalpflege-hessen.de
3. ↑  Neckarsteinach: HISTORISCHER STADTRUNDGANG